# Danh sách giải thưởng và đề cử của Kim Soo-hyun
Kim Soo Hyun (sinh ngày 16 tháng 2 năm 1988) là nam diễn viên nổi tiếng Hàn Quốc. Anh bắt đầu đóng phim vào năm 2007 với phim sitcom Kimchi Cheese Smile. Anh được biết đến với các tác phẩm như Hậu trường giải trí, Mặt Trăng ôm mặt Trời, Vì sao đưa anh tới, Điên thì có sao,...
Kim Soo Hyun đã giành được nhiều giải thưởng trong suốt sự nghiệp của mình, bao gồm Nam diễn viên chính xuất sắc nhất (Truyền hình) tại Giải thưởng Nghệ thuật Baeksang lần thứ 48 cho diễn xuất của anh trong bộ phim truyền hình lịch sử Mặt trăng ôm mặt Trời.
Kim Soo-hyun được đánh giá cao khả năng nhập vai của mình. Một số cột mốc giải thưởng đáng chú ý trong sự nghiệp của anh như Thị Đế Beaksang, Kim Soo-hyun cũng là diễn viên trẻ nhất nhận được giải thưởng này. Năm 2014, anh là người đầu tiên trong lịch sử Beaksang nhận được giải diễn viên được yêu thích nhất ở cả truyền hình lẫn điện ảnh. Anh cũng đã thành công lớn với 5 Daesang cá nhân.

## Giải thưởng

### APAN Star Awards
| Lần | Năm  | Hạng Mục                                    | Tác Phẩm Đề Cử        | Kết Quả   | Chú Thích |
| --- | ---- | ------------------------------------------- | --------------------- | --------- | --------- |
| 1   | 2012 | Excellence Award, Actor                     | Mặt Trăng ôm mặt Trời | Đoạt giải | [ 1 ]     |
| 3   | 2014 | Top Excellence Award, Actor in a Miniseries | Vì sao đưa anh tới    | Đoạt giải | [ 2 ]     |
| 3   | 2014 | Hallyu Star Award                           | Vì sao đưa anh tới    | Đoạt giải | [ 2 ]     |
| 4   | 2015 | Grand Prize (Daesang)                       | Hậu trường giải trí   | Đoạt giải | [ 3 ]     |
| 4   | 2015 | Top Excellence Award, Actor in a Miniseries | Hậu trường giải trí   | Đề cử     | [ 4 ]     |
| 10  | 2021 | Top Excellence Award, Actor in a Miniseries | Điên thì có sao       | Đề cử     | [ 5 ]     |
| 10  | 2021 | Popular Star Award, Actor                   | Điên thì có sao       | Đoạt giải | [ 6 ]     |
| 10  | 2021 | KT Seezn Star Award                         |                       | Đề cử     | [ 7 ]     |

### Asia Artist Awards
| Năm  | Hạng Mục              | Tác Phẩm Đề Cử  | Kết Quả   | Chú Thích |
| ---- | --------------------- | --------------- | --------- | --------- |
| 2020 | Grand Prize (Daesang) | Điên thì có sao | Đoạt giải | [ 8 ]     |
| 2020 | AAA Hot Issue Award   |                 | Đoạt giải | [ 9 ]     |

### Asia Model Awards
| Lần | Năm  | Hạng Mục       | Tác Phẩm Đề Cử | Kết Quả   | Chú Thích |
| --- | ---- | -------------- | -------------- | --------- | --------- |
| 6   | 2011 | CF Model Award |                | Đoạt giải | [ 10 ]    |

### Baeksang Art Awards
| Lần | Năm  | Hạng Mục                        | Tác Phẩm Đề Cử        | Kết Quả   | Chú Thích |
| --- | ---- | ------------------------------- | --------------------- | --------- | --------- |
| 47  | 2011 | Best New Actor – Television     | Bay cao ước mơ        | Đề cử     | [ 11 ]    |
| 47  | 2011 | Most Popular Actor – Television | Bay cao ước mơ        | Đề cử     | [ 11 ]    |
| 48  | 2012 | Best Actor – Television         | Mặt Trăng ôm mặt Trời | Đoạt giải | [ 12 ]    |
| 48  | 2012 | Most Popular Actor – Television | Mặt Trăng ôm mặt Trời | Đề cử     | [ 13 ]    |
| 50  | 2014 | Best Actor – Television         | Vì sao đưa anh tới    | Đề cử     | [ 14 ]    |
| 50  | 2014 | Best New Actor – Film           | Secretly, Greatly     | Đoạt giải | [ 15 ]    |
| 50  | 2014 | Most Popular Actor – Film       | Secretly, Greatly     | Đoạt giải | [ 15 ]    |
| 50  | 2014 | Most Popular Actor – Television | Vì sao đưa anh tới    | Đoạt giải | [ 15 ]    |
| 57  | 2021 | Best Actor – Television         | Điên thì có sao       | Đề cử     | [ 16 ]    |
| 57  | 2021 | Most Popular Actor              | Điên thì có sao       | Đề cử     | [ 17 ]    |

### BIFF withMarie ClaireAsia Star Awards
| Năm  | Hạng Mục        | Tác Phẩm Đề Cử | Kết Quả   | Chú Thích |
| ---- | --------------- | -------------- | --------- | --------- |
| 2014 | Asia Star Award |                | Đoạt giải | [ 18 ]    |

### Big Ben Awards
| Năm  | Hạng Mục                                        | Tác Phẩm Đề Cử | Kết Quả   | Chú Thích |
| ---- | ----------------------------------------------- | -------------- | --------- | --------- |
| 2019 | One of the Global Ten Outstanding Young Persons |                | Đoạt giải | [ 19 ]    |

### Blue Dragon Film Awards
| Lần | Năm  | Hạng Mục           | Tác Phẩm Đề Cử     | Kết Quả   | Chú Thích |
| --- | ---- | ------------------ | ------------------ | --------- | --------- |
| 33  | 2012 | Best New Actor     | Đội quân siêu trộm | Đề cử     | [ 20 ]    |
| 33  | 2012 | Popular Star Award | Đội quân siêu trộm | Đoạt giải | [ 21 ]    |

### Buil Film Awards
| Năm  | Hạng Mục       | Tác Phẩm Đề Cử     | Kết Quả | Chú Thích |
| ---- | -------------- | ------------------ | ------- | --------- |
| 2012 | Best New Actor | Đội quân siêu trộm | Đề cử   | [ 22 ]    |

### Busan International Advertising Festival
| Năm  | Hạng Mục                                   | Tác Phẩm Đề Cử | Kết Quả   | Chú Thích |
| ---- | ------------------------------------------ | -------------- | --------- | --------- |
| 2015 | Best Korean Spokesmodel in China           |                | Đoạt giải | [ 23 ]    |
| 2016 | China's Favourite Korean Advertising Model |                | Đoạt giải | [ 24 ]    |

### China the Wind from the East Entertainment Awards
| Năm  | Hạng Mục                                    | Tác Phẩm Đề Cử | Kết Quả   | Chú Thích |
| ---- | ------------------------------------------- | -------------- | --------- | --------- |
| 2015 | South Korean Entertainment Influencer Award |                | Đoạt giải | [ 25 ]    |

### Cosmo Beauty Awards (China)
| Năm  | Hạng Mục         | Tác Phẩm Đề Cử | Kết Quả   | Chú Thích |
| ---- | ---------------- | -------------- | --------- | --------- |
| 2013 | Dream Icon Award |                | Đoạt giải | [ 26 ]    |

### Cyworld Digital Music Awards
| Năm  | Hạng Mục                     | Tác Phẩm Đề Cử              | Kết Quả   | Chú Thích |
| ---- | ---------------------------- | --------------------------- | --------- | --------- |
| 2011 | Song of the Month (February) | "Dreaming" (Bay cao ước mơ) | Đoạt giải | [ 27 ]    |

### Giải Hoa Đỉnh
| Năm  | Hạng Mục             | Tác Phẩm Đề Cử     | Kết Quả   | Chú Thích |
| ---- | -------------------- | ------------------ | --------- | --------- |
| 2015 | Global Best TV Actor | Vì sao đưa anh tới | Đoạt giải | [ 28 ]    |

### Grand Bell Awards
| Lần | Năm  | Hạng Mục         | Tác Phẩm Đề Cử     | Kết Quả   | Chú Thích |
| --- | ---- | ---------------- | ------------------ | --------- | --------- |
| 50  | 2013 | Best New Actor   | Đội quân siêu trộm | Đoạt giải | [ 29 ]    |
| 52  | 2015 | Popularity Award |                    | Đoạt giải | [ 30 ]    |

### InStyle Star Icon Awards
| Năm  | Hạng Mục           | Tác Phẩm Đề Cử | Kết Quả   | Chú Thích |
| ---- | ------------------ | -------------- | --------- | --------- |
| 2016 | Best Actor (Drama) |                | Đoạt giải | [ 31 ]    |
| 2016 | Fashionista Award  |                | Đoạt giải | [ 31 ]    |

### International Drama Festival in Tokyo
| Năm  | Hạng Mục           | Tác Phẩm Đề Cử | Kết Quả   | Chú Thích |
| ---- | ------------------ | -------------- | --------- | --------- |
| 2014 | Best Actor in Asia |                | Đoạt giải | [ 32 ]    |

### KBS Drama Awards
| Năm  | Hạng Mục                                         | Tác Phẩm Đề Cử      | Kết Quả   | Chú Thích |
| ---- | ------------------------------------------------ | ------------------- | --------- | --------- |
| 2011 | Best New Actor                                   | Bay cao ước mơ      | Đoạt giải | [ 33 ]    |
| 2011 | Popularity Award, Actor                          | Bay cao ước mơ      | Đoạt giải | [ 33 ]    |
| 2011 | Best Couple (with Suzy)                          | Bay cao ước mơ      | Đoạt giải | [ 33 ]    |
| 2011 | Netizen Award, Actor                             | Bay cao ước mơ      | Đề cử     |           |
| 2015 | Grand Prize (Daesang)                            | Hậu trường giải trí | Đoạt giải | [ 34 ]    |
| 2015 | Top Excellence Award, Actor                      | Hậu trường giải trí | Đề cử     |           |
| 2015 | Excellence Award, Actor in a Miniseries          | Hậu trường giải trí | Đề cử     |           |
| 2015 | Best Couple (with Cha Tae-hyun and Gong Hyo-jin) | Hậu trường giải trí | Đoạt giải | [ 35 ]    |
| 2015 | Best Couple (with Gong Hyo-jin)                  | Hậu trường giải trí | Đề cử     | [ 36 ]    |
| 2015 | Best Couple (with IU)                            | Hậu trường giải trí | Đề cử     | [ 36 ]    |
| 2015 | Netizen Award, Actor                             | Hậu trường giải trí | Đoạt giải | [ 35 ]    |

### Korea Best Dresser Swan Awards
| Lần | Năm  | Hạng Mục                 | Tác Phẩm Đề Cử | Kết Quả   | Chú Thích |
| --- | ---- | ------------------------ | -------------- | --------- | --------- |
| 27  | 2011 | Best Dresser Male Artist |                | Đoạt giải | [ 37 ]    |

### Korea Brand Of The Year
| Năm  | Hạng Mục        | Tác Phẩm Đề Cử | Kết Quả   | Chú Thích |
| ---- | --------------- | -------------- | --------- | --------- |
| 2015 | Top Hallyu Star |                | Đoạt giải |           |

### Korea Broadcasting Awards
| Năm  | Hạng Mục   | Tác Phẩm Đề Cử        | Kết Quả   | Chú Thích |
| ---- | ---------- | --------------------- | --------- | --------- |
| 2012 | Best Actor | Mặt Trăng ôm mặt Trời | Đoạt giải | [ 38 ]    |

### Korea Drama Awards
| Lần | Năm  | Hạng Mục              | Tác Phẩm Đề Cử        | Kết Quả   | Chú Thích |
| --- | ---- | --------------------- | --------------------- | --------- | --------- |
| 4   | 2011 | Best New Actor        | Bay cao ước mơ        | Đoạt giải | [ 39 ]    |
| 4   | 2011 | Most Popular Actor    | Bay cao ước mơ        | Đoạt giải | [ 39 ]    |
| 5   | 2012 | Grand Prize (Daesang) | Mặt Trăng ôm mặt Trời | Đề cử     | [ 40 ]    |
| 7   | 2014 | Grand Prize (Daesang) | Vì sao đưa anh tới    | Đoạt giải | [ 41 ]    |
| 7   | 2014 | Hallyu Star Award     | Vì sao đưa anh tới    | Đoạt giải | [ 42 ]    |
| 8   | 2015 | Grand Prize (Daesang) | Hậu trường giải trí   | Đoạt giải | [ 43 ]    |
| 8   | 2015 | Hallyu Star Award     | Hậu trường giải trí   | Đoạt giải | [ 43 ]    |

### Korean Popular Culture & Arts Awards
| Năm  | Hạng Mục                                    | Tác Phẩm Đề Cử        | Kết Quả   | Chú Thích |
| ---- | ------------------------------------------- | --------------------- | --------- | --------- |
| 2012 | Ministry of Culture, Tourism & Sports Award | Mặt Trăng ôm mặt Trời | Đoạt giải |           |
| 2014 | Prime Minister Award                        | Vì sao đưa anh tới    | Đoạt giải |           |

### Korea Film Actors' Association Awards
| Năm  | Hạng Mục                | Tác Phẩm Đề Cử | Kết Quả   | Chú Thích |
| ---- | ----------------------- | -------------- | --------- | --------- |
| 2015 | Most Popular Star Award |                | Đoạt giải | [ 44 ]    |

### Korea Youth Film Festival
| Năm  | Hạng Mục          | Tác Phẩm Đề Cử     | Kết Quả   | Chú Thích |
| ---- | ----------------- | ------------------ | --------- | --------- |
| 2012 | Popular New Actor | Đội quân siêu trộm | Đoạt giải | [ 45 ]    |

### MBC Drama Awards
| Năm  | Hạng Mục                                    | Tác Phẩm Đề Cử        | Kết Quả   | Chú Thích |
| ---- | ------------------------------------------- | --------------------- | --------- | --------- |
| 2012 | Top Excellence Award, Actor in a Miniseries | Mặt Trăng ôm mặt Trời | Đoạt giải | [ 46 ]    |
| 2012 | Popularity Award, Actor                     | Mặt Trăng ôm mặt Trời | Đoạt giải | [ 46 ]    |
| 2012 | Best Couple Award (with Han Ga-in)          | Mặt Trăng ôm mặt Trời | Đề cử     | [ 47 ]    |
| 2012 | Best Couple Award (with Jung Eun-pyo)       | Mặt Trăng ôm mặt Trời | Đề cử     | [ 47 ]    |

### Mnet 20's Choice Awards
| Năm  | Hạng Mục                          | Tác Phẩm Đề Cử        | Kết Quả   | Chú Thích |
| ---- | --------------------------------- | --------------------- | --------- | --------- |
| 2011 | Hot Male Drama Star               | Bay cao ước mơ        | Đề cử     | [ 48 ]    |
| 2012 | 20's Drama Star – Male            | Mặt Trăng ôm mặt Trời | Đoạt giải | [ 49 ]    |
| 2012 | 20's Blue Carpet Popularity Award |                       | Đoạt giải | [ 49 ]    |
| 2013 | 20's Movie Star – Male            | Đội quân siêu trộm    | Đề cử     | [ 50 ]    |

### Nate Awards
| Năm  | Hạng Mục              | Tác Phẩm Đề Cử | Kết Quả   | Chú Thích |
| ---- | --------------------- | -------------- | --------- | --------- |
| 2015 | People Choice's Actor |                | Đoạt giải |           |

### National Brand Awards
| Năm  | Hạng Mục                | Tác Phẩm Đề Cử | Kết Quả   | Chú Thích |
| ---- | ----------------------- | -------------- | --------- | --------- |
| 2015 | Cultural National Brand |                | Đoạt giải |           |

### Nickelodeon Korea Kids' Choice Awards
| Năm  | Hạng Mục       | Tác Phẩm Đề Cử        | Kết Quả   | Chú Thích |
| ---- | -------------- | --------------------- | --------- | --------- |
| 2012 | Favorite Actor | Mặt Trăng ôm mặt Trời | Đoạt giải | [ 51 ]    |

### Puchon International Fantastic Film Festival
| Năm  | Hạng Mục             | Tác Phẩm Đề Cử     | Kết Quả   | Chú Thích |
| ---- | -------------------- | ------------------ | --------- | --------- |
| 2013 | Men's Fantasia Award | Đội quân siêu trộm | Đoạt giải | [ 52 ]    |

### SBS Drama Awards
| Năm  | Hạng Mục                                                       | Tác Phẩm Đề Cử     | Kết Quả   | Chú Thích |
| ---- | -------------------------------------------------------------- | ------------------ | --------- | --------- |
| 2011 | New Star Award                                                 | Cuộc đời lớn       | Đoạt giải | [ 53 ]    |
| 2014 | Chinese Netizen Popularity Award                               | Vì sao đưa anh tới | Đoạt giải | [ 54 ]    |
| 2014 | Top Excellence Award, Actor in a Mid-length Drama              | Vì sao đưa anh tới | Đoạt giải | [ 54 ]    |
| 2014 | Nam diễn viên xuất sắc nhất thể loại phim truyền hình đặc biệt | Vì sao đưa anh tới | Đoạt giải | [ 54 ]    |
| 2014 | Netizen Popularity Award                                       | Vì sao đưa anh tới | Đoạt giải | [ 54 ]    |
| 2014 | Top 10 Stars                                                   | Vì sao đưa anh tới | Đoạt giải | [ 54 ]    |
| 2014 | Best Couple Award (with Jun Ji-hyun)                           | Vì sao đưa anh tới | Đoạt giải | [ 54 ]    |

### Seoul International Drama Awards
| Lần | Năm  | Hạng Mục                      | Tác Phẩm Đề Cử     | Kết Quả   | Chú Thích |
| --- | ---- | ----------------------------- | ------------------ | --------- | --------- |
| 9   | 2014 | Best Korean Actor             | Vì sao đưa anh tới | Đoạt giải | [ 55 ]    |
| 9   | 2014 | People's Choice Popular Actor | Vì sao đưa anh tới | Đoạt giải | [ 55 ]    |

### SKY PerfecTV! Awards (Nhật Bản)
| Năm  | Hạng Mục     | Tác Phẩm Đề Cử | Kết Quả   | Chú Thích |
| ---- | ------------ | -------------- | --------- | --------- |
| 2011 | Hallyu Award |                | Đoạt giải | [ 56 ]    |

### SoompiAwards
| Năm  | Hạng Mục          | Tác Phẩm Đề Cử      | Kết Quả   | Chú Thích |
| ---- | ----------------- | ------------------- | --------- | --------- |
| 2016 | Actor of the Year | Hậu trường giải trí | Đoạt giải | [ 57 ]    |

### Sseoljeon Awards
| Năm  | Hạng Mục   | Tác Phẩm Đề Cử     | Kết Quả   | Chú Thích |
| ---- | ---------- | ------------------ | --------- | --------- |
| 2014 | Best Actor | Vì sao đưa anh tới | Đoạt giải | [ 58 ]    |

### Style Icon Awards
| Năm  | Hạng Mục   | Tác Phẩm Đề Cử | Kết Quả   | Chú Thích |
| ---- | ---------- | -------------- | --------- | --------- |
| 2011 | New Icon   |                | Đoạt giải | [ 59 ]    |
| 2012 | Style Icon |                | Đề cử     |           |
| 2013 | Style Icon |                | Đề cử     |           |
| 2014 | Style Icon |                | Đoạt giải | [ 60 ]    |

### TVCF Awards
| Năm  | Hạng Mục          | Tác Phẩm Đề Cử | Kết Quả   | Chú Thích |
| ---- | ----------------- | -------------- | --------- | --------- |
| 2013 | Model of the Year |                | Đoạt giải | [ 61 ]    |